# Kohi (dromadaire)
Le Kohi ou dromadaire blanc du Baloutchistan est une race de dromadaire domestique originaire du Pakistan.

## Origine et distribution
La race Kohi est essentiellement présente dans la province du Baloutchistan. Elle peut également être croisée dans les provinces du Pakhtunkhwa et du Pendjab mais aussi en Afghanistan, dans la province de Paktiya.

## Description
Le Kohi est un dromadaire adapté aux zones montagneuses. Il est reconnaissable à sa robe entièrement blanche. Certains animaux ont parfois un pelage brun clair avec les pattes blanches (couleur Spole). Une femelle pèse en moyenne 420 kg.

## Élevage et production
Une chamelle Kohi peut se reproduire à partir de 3 ans. Elle a un seul petit après une gestation d'un peu plus de 12 mois. Le chamelon pèse entre 35 et 45 kg à la naissance. Elle peut produire jusqu'à 10 litres de lait par jour, et donner au maximum 2 590 litres sur les 259 jours que dure la lactation. Le mâle est mature sexuellement à 4 ans,.
La race est localement appelée Syed ou Syyed qui signifie « résistant aux maladies »,. Elle est élevée pour son lait et sa viande qui sont très appréciés. En effet, en raison de la végétation constituant son alimentation (Acacia modesta, Olio cuspidata, Caragona imbegua), ils sont bien moins salés que la viande et le lait issus d'autres races de dromadaires.

## État de la population
Au début des années 2010, sa population est estimée entre 70 000 et 100 000 têtes,. Bien que la race ne soit pas menacée, des études font état d'une baisse des effectifs. Parmi les raisons avancées, on trouve des sécheresses successives, le contre-coup de la guerre en Afghanistan et le développement de l'infrastructure au Pakistan.